# Paris–Roubaix 1981

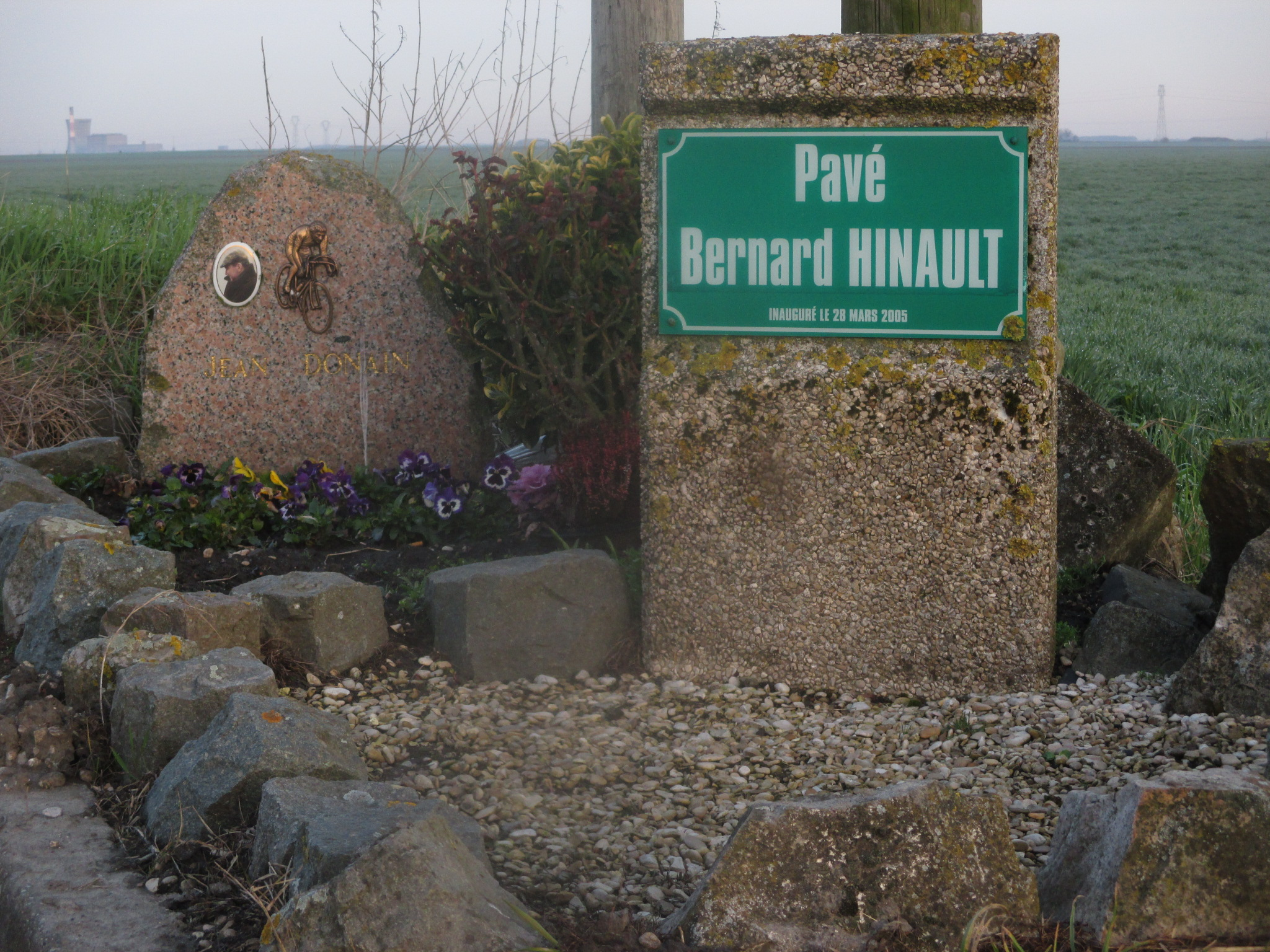
Widmung des Sektors von Haveluy nach Wallers an Bernard Hinault

Das Eintagesrennen Paris–Roubaix 1981 war die 79. Austragung des Radsportklassikers und fand am Sonntag, den 12. April 1981, statt.
Das Rennen führte von Compiègne, rund 80 Kilometer nördlich von Paris, nach Roubaix, wo es im Vélodrome André-Pétrieux endete. Die gesamte Strecke war 263 Kilometer lang. Es starteten 174 Fahrer, von denen sich 57 platzieren konnten. Der Sieger Bernard Hinault absolvierte das Rennen mit einer Durchschnittsgeschwindigkeit von 40,87 km/h.
Das Kopfsteinpflaster war nass, rutschig und voller Matsch. Bernard Hinault, Straßenweltmeister des Vorjahres, dominierte das Rennen. Eine Gruppe aus sechs Fahrern erreichte die Radrennbahn in Roubaix gemeinsam, als Hinault mit großer Übersetzung zum Spurt ansetzte. Demeyer sowie De Vlaeminck bedrängten ihn, doch Hinault war unschlagbar an diesem Tag.
Hinault, der Kopfsteinpflaster verabscheute, wird mit dem Satz zitiert: „Paris–Roubaix est une connerie.“ („Paris–Roubaix ist Unsinn.“) 2005 wurde der Sektor 19 von Haveluy nach Wallers nach ihm benannt